# 347017 Pui-Hin
347017 Pui-Hin è un asteroide della fascia principale. Scoperto nel 2010, presenta un'orbita caratterizzata da un semiasse maggiore pari a 2,547197 UA e da un'eccentricità di 0,121666, inclinata di 5,042886° rispetto all'eclittica.